# 伊達宗保
伊達 宗保（だて むねやす）は、江戸時代前期から中期の大名。伊予吉田藩2代藩主。

## 略歴
初代藩主・伊達宗純の次男として誕生。母は奥村氏。諱は宗義（むねよし）、宗重（むねしげ）、のち宗保。正室は一関藩主・田村建顕（伊達忠宗三男・宗良の子）の娘。
元禄4年（1691年）、隠居した初代藩主・宗純より家督を譲られるが、元禄6年（1693年）江戸藩邸にて若くして死去した。享年21。
また、跡目は従弟（伊達宗職（宇和島藩初代藩主伊達秀宗七男）の次男）の宗春（のちの村豊）が継いだ。